# Cunninghamellaceae
Famille
Les Cunninghamellaceae sont une famille de champignons de l’ordre des Mucorales, trouvés dans les sols. 
Certaines espèces sont utilisées comme organisme modèle du métabolisme mammalien des xénobiotiques.

## Systématique
En 1935, le botaniste soviétique Nikolai Alexsandrovich Naumov (d) (1888-1959) crée la famille Cunninghamellaceae toutefois il s'agit d'un nomen nudum. Ce n'est qu'en 1959 que le botaniste et mycologue Richard Keith Benjamin (d) (1922-2002) en fait une description valide.

## Liste des genres
Selon NCBI (17 mai 2022) :
- genre Absidia Tiegh. 1878
- genre Chlamydoabsidia Hesselt. & J.J. Ellis, 1966
- genre Cunninghamella Matr., 1903 - genre type
- genre Gongronella Ribaldi, 1952
- genre Halteromyces Shipton & Schipper, 1975
- genre Hesseltinella H.P. Upadhyay, 1970

## Publications originales
- (ru) N. A. Naumov, Opredelitel Mukorovych (Mucorales), t. 2e édition, Moscou et Leningrad, Botanical Institute, Academy of Sciences, URSS, 1935, 140 p..
- (en) R. K. Benjamin, « The merosporangiferous Mucorales », Aliso, Jardin botanique Rancho Santa Ana (d), vol. 4, no 2,‎ 26 juin 1959, p. 321-433 (ISSN 0065-6275 et 2327-2929, lire en ligne).